# Stockholm–Roslagens Järnvägar
| Zug der SRJ in Stockholms Östra, etwa 1922 |                                             |                                                       |                                                       |
| Spurweite: | 891 mm / 1435 mm [[Kategorie:Spurweite mm]] |                                                       |                                                       |
| |                                             |                                                       |                                                       |
| \| \| 29,5 \| Lövstabruk \| Lövstabruk \| \| \| 23,5 \| Finnsjön \| Finnsjön \| \| \| 17,7 \| Gräsbo \| Gräsbo \| \| \| 12,5 \| Vigelsbo gruvor \| Vigelsbo gruvor \| \| \| 11,1 \| Rörbergsgruvan \| Rörbergsgruvan \| \| \| 8,2 \| Kraperås \| Kraperås \| \| \| 5,7 \| Gubbo \| Gubbo \| \| \| \| Dannemora–Hargs Järnväg von Hallstavik (seit 1977) \| \| \| \| \| Hargshamn \| \| \| \| \| Harg \| \| \| \| \| \| \| \| \| \| Norrvällen \| \| \| \| \| Gimo \| \| \| \| \| \| \| \| \| \| Ramhäll \| \| \| \| \| Knaby \| \| \| \| \| Österbybruk \| \| \| \| \| Dannemora \| \| \| \| \| nach Örbyhus (seit 1961) \| \| \| \| 25,264 \| Vettsta \| Vettsta \| \| \| 20,53 \| Haberga \| Haberga \| \| \| 18 \| Alunda \| Alunda \| \| \| 12,796 \| Upplands Tuna \| Upplands Tuna \| \| \| 5,85 \| Edinge, früher Österedinge \| Edinge, früher Österedinge \| \| \| 114,62 \| Uppsala Östra \| Uppsala Östra \| \| \| \| Fyrislund \| \| \| \| 111,07 \| Årsta \| Årsta \| \| \| \| Europastraße 4 (seit 2005) \| \| \| \| \| Skölsta \| \| \| \| 103,884 \| Bärby \| Bärby \| \| \| 102,810 \| Gunsta \| Gunsta \| \| \| 101,205 \| Funbo \| Funbo \| \| \| 100,036 \| Marielund \| Marielund \| \| \| 99,08 \| Lövstahagen \| Lövstahagen \| \| \| \| Björktomta \| \| \| \| 97,34 \| Selknä \| Selknä \| \| \| 95,16 \| Löt \| Löt \| \| \| 94,008 \| Lenna \| Lenna \| \| \| 5 \| Almunge \| Almunge \| \| \| 8 \| Moga \| Moga \| \| \| \| \| \| \| \| 12 \| Faringe \| Faringe \| \| \| 17 \| Kärven (bis 1896 Ekeby) \| Kärven (bis 1896 Ekeby) \| \| \| 20 \| Knutby \| Knutby \| \| \| 25 \| Råsten \| Råsten \| \| \| 31 \| Rånäs \| Rånäs \| \| \| 36 \| Ekebyholm \| Ekebyholm \| \| \| \| Dannemora–Hargs Järnväg von Hargshamn (seit 1977) \| \| \| \| 96,8 \| Hallstavik \| Hallstavik \| \| \| 94,1 \| Häverödal \| Häverödal \| \| \| 92 \| Edebo \| Edebo \| \| \| 86,7 \| Skebobruk \| Skebobruk \| \| \| 82,4 \| Ununge \| Ununge \| \| \| 75,6 \| Edsbro \| Edsbro \| \| \| \| Erken hamn \| \| \| \| 72 \| Erken \| Erken \| \| \| 66,9 \| Sättraby \| Sättraby \| \| \| 65,68 \| Sättraby grusgrop \| Sättraby grusgrop \| \| \| \| Nydal \| \| \| \| \| \| \| \| \| 55,1 \| Rimbo \| Rimbo \| \| \| \| \| \| \| \| 42 \| Kundby \| Kundby \| \| \| \| Finsta grusgrop \| \| \| \| 46 \| Finsta \| Finsta \| \| \| 49 \| Syninge \| Syninge \| \| \| 55 \| Malsta \| Malsta \| \| \| 60 \| Norrtälje \| Norrtälje \| \| \| 61 \| Norrtälje hamn \| Norrtälje hamn \| \| \| 49,515 \| Rö \| Rö \| \| \| 48 \| Sparren \| Sparren \| \| \| 41,709 \| Kårsta \| Kårsta \| \| \| 39,713 \| Roslagsbroby \| Roslagsbroby \| \| \| 38,514 \| Ekskogen \| Ekskogen \| \| \| 34,571 \| Frösunda \| Frösunda \| \| \| 33,340 \| Frösunda Södra (inoffizielle Haltestelle \| Frösunda Södra (inoffizielle Haltestelle \| \| \| \| am Bahnwärterhaus Vredalund) \| \| \| \| 28,765 \| Lindholmen \| Lindholmen \| \| \| 25,449 \| Molnby (ehem. Bhf.) \| Molnby (ehem. Bhf.) \| \| \| 24,094 \| Ormsta \| Ormsta \| \| \| 22,674 \| Vallentuna \| Vallentuna \| \| \| 21,355 \| Bällsta \| Bällsta \| \| \| 19,91 \| Kragstalund \| Kragstalund \| \| \| 19,56 \| Byle \| Byle \| \| \| \| Täby kyrkby \| \| \| \| \| Visinge \| \| \| \| \| Ensta \| \| \| \| \| Tibble \| \| \| \| \| Roslagsnäsby \| \| \| \| 29,4 \| Österskär \| Österskär \| \| \| \| Tuna Gård \| \| \| \| 27,1 \| Åkersberga \| Åkersberga \| \| \| 25,4 \| Åkers Runö (ehem. Bhf. Runö)[1] \| Åkers Runö (ehem. Bhf. Runö)[1] \| \| \| \| Täljö \| \| \| \| 19,9 \| Rydbo \| Rydbo \| \| \| \| Arninge (seit Dez. 2021) \| \| \| \| \| Hägernäs \| \| \| \| 14,2 \| Viggbyholm \| Viggbyholm \| \| \| \| Galoppfältet (Åkerby) (ehem. Hst. Åkerby)[1] \| \| \| \| \| Täby Centrum (Grindtorp) \| \| \| \| \| \| \| \| \| 11,0 \| Roslags Näsby \| Roslags Näsby \| \| \| \| Enebyberg \| \| \| \| 8,3 \| Djursholms Ekeby (früher Ekeby, Danderyd) \| Djursholms Ekeby (früher Ekeby, Danderyd) \| \| \| \| Bråvallavägen \| \| \| \| \| Näsbypark \| \| \| \| \| Näsby Allé \| \| \| \| \| Lahäll \| \| \| \| \| Altorp \| \| \| \| \| Östberga \| \| \| \| \| Vendevägen \| \| \| \| 12,9 \| Djursholms Svalnäs \| Djursholms Svalnäs \| \| \| 12,1 \| Eddavägen (früher Djurholms Eddavägen) \| Eddavägen (früher Djurholms Eddavägen) \| \| \| 10,635 \| Vikingavägen \| Vikingavägen \| \| \| \| Vägporten \| \| \| \| 10,9 \| Djursholms Framnäsviken \| Djursholms Framnäsviken \| \| \| 9,49 \| Germania (in den 1930er-Jahren Germaniavägen) \| Germania (in den 1930er-Jahren Germaniavägen) \| \| \| \| Slottsvägen \| \| \| \| 8,7 \| Djursholms torg (bis 1968: Restauranten) \| Djursholms torg (bis 1968: Restauranten) \| \| \| 8,5 \| Auravägen \| Auravägen \| \| \| 8,14 \| Djursholms Sveavägen (1890–1976 Sveavägen) \| Djursholms Sveavägen (1890–1976 Sveavägen) \| \| \| 7.48 \| Bragevägen \| Bragevägen \| \| \| \| \| \| \| \| 6,693 \| Djursholms Ösby \| Djursholms Ösby \| \| \| \| Mörby \| \| \| \| \| Långängstorp (1915–1966) \| \| \| \| \| Stockby Norevägen (1915–1966) \| \| \| \| 4,6 \| Stocksund (ab 1996) \| Stocksund (ab 1996) \| \| \| 4,5 \| Stocksund (1885–1996) \| Stocksund (1885–1996) \| \| \| \| Sikrenotunnel (ab 1996) \| \| \| \| \| Stocksundsbron \| \| \| \| \| \| \| \| \| \| Frescati (bis 14. Juni 2009) \| \| \| \| \| Universitetet (ab 7. Januar 2010) \| \| \| \| \| Universitetet (Experimentalfältet, bis 14. Juni 2009) \| \| \| \| \| Bahnstrecke Karlberg/Tomteboda–Värtan \| \| \| \| \| für Überführung (Normalspur) bis 1996 \| \| \| \| 0 \| Stockholms östra \| Stockholms östra \| \| \| -1 \| Engelbrektsplan \| Engelbrektsplan \| \| \| \| \| \| \| Quellen: [2][3][4][5][6] \| \| \| \| |                                             |                                                       |                                                       |
| Betriebs-/Güterbahnhof Streckenanfang (Strecke außer Betrieb) | 29,5                                        | Lövstabruk                                            | Lövstabruk                                            |
| Dienststation / Betriebs- oder Güterbahnhof (Strecke außer Betrieb) | 23,5                                        | Finnsjön                                              | Finnsjön                                              |
| Dienststation / Betriebs- oder Güterbahnhof (Strecke außer Betrieb) | 17,7                                        | Gräsbo                                                | Gräsbo                                                |
| Dienststation / Betriebs- oder Güterbahnhof (Strecke außer Betrieb) | 12,5                                        | Vigelsbo gruvor                                       | Vigelsbo gruvor                                       |
| Blockstelle (Strecke außer Betrieb) | 11,1                                        | Rörbergsgruvan                                        | Rörbergsgruvan                                        |
| Blockstelle (Strecke außer Betrieb) | 8,2                                         | Kraperås                                              | Kraperås                                              |
| Dienststation / Betriebs- oder Güterbahnhof (Strecke außer Betrieb) | 5,7                                         | Gubbo                                                 | Gubbo                                                 |
| Strecke (außer Betrieb) · Strecke von links |                                             | Dannemora–Hargs Järnväg von Hallstavik (seit 1977)    | Dannemora–Hargs Järnväg von Hallstavik (seit 1977)    |
| Strecke (außer Betrieb) · Dienststation / Betriebs- oder Güterbahnhof |                                             | Hargshamn                                             | Hargshamn                                             |
| Strecke (außer Betrieb) · ehemaliger Bahnhof |                                             | Harg                                                  | Harg                                                  |
| Strecke (außer Betrieb) · Abzweig geradeaus und ehemals von links · Strecke von rechts (außer Betrieb) |                                             |                                                       |                                                       |
| Strecke (außer Betrieb) · Strecke · Betriebs-/Güterbahnhof Streckenende (Strecke außer Betrieb) |                                             | Norrvällen                                            | Norrvällen                                            |
| Strecke (außer Betrieb) · ehemaliger Bahnhof |                                             | Gimo                                                  | Gimo                                                  |
| Strecke von links · Abzweig quer und ehemals nach links · Abzweig ehemals geradeaus und nach rechts |                                             |                                                       |                                                       |
| Abzweig geradeaus und ehemals von links · Betriebs-/Güterbahnhof Streckenende und quer (Strecke außer Betrieb) · Strecke (außer Betrieb) |                                             | Ramhäll                                               | Ramhäll                                               |
| ehemaliger Bahnhof · Strecke (außer Betrieb) |                                             | Knaby                                                 | Knaby                                                 |
| ehemaliger Bahnhof · Strecke (außer Betrieb) |                                             | Österbybruk                                           | Österbybruk                                           |
| Dienststation / Betriebs- oder Güterbahnhof · Strecke (außer Betrieb) |                                             | Dannemora                                             | Dannemora                                             |
| Strecke nach rechts · Strecke (außer Betrieb) |                                             | nach Örbyhus (seit 1961)                              | nach Örbyhus (seit 1961)                              |
| Bahnhof (Strecke außer Betrieb) | 25,264                                      | Vettsta                                               | Vettsta                                               |
| Bahnhof (Strecke außer Betrieb) | 20,53                                       | Haberga                                               | Haberga                                               |
| Bahnhof (Strecke außer Betrieb) | 18                                          | Alunda                                                | Alunda                                                |
| Bahnhof (Strecke außer Betrieb) | 12,796                                      | Upplands Tuna                                         | Upplands Tuna                                         |
| Bahnhof (Strecke außer Betrieb) | 5,85                                        | Edinge, früher Österedinge                            | Edinge, früher Österedinge                            |
| Kopfbahnhof Streckenanfang · Strecke (außer Betrieb) | 114,62                                      | Uppsala Östra                                         | Uppsala Östra                                         |
| Haltepunkt / Haltestelle · Strecke (außer Betrieb) |                                             | Fyrislund                                             | Fyrislund                                             |
| Haltepunkt / Haltestelle · Strecke (außer Betrieb) | 111,07                                      | Årsta                                                 | Årsta                                                 |
| Brücke · Strecke (außer Betrieb) |                                             | Europastraße 4 (seit 2005)                            | Europastraße 4 (seit 2005)                            |
| Haltepunkt / Haltestelle · Strecke (außer Betrieb) |                                             | Skölsta                                               | Skölsta                                               |
| Bahnhof · Strecke (außer Betrieb) | 103,884                                     | Bärby                                                 | Bärby                                                 |
| Haltepunkt / Haltestelle · Strecke (außer Betrieb) | 102,810                                     | Gunsta                                                | Gunsta                                                |
| ehemaliger Haltepunkt / Haltestelle · Strecke (außer Betrieb) | 101,205                                     | Funbo                                                 | Funbo                                                 |
| Bahnhof · Strecke (außer Betrieb) | 100,036                                     | Marielund                                             | Marielund                                             |
| Haltepunkt / Haltestelle · Strecke (außer Betrieb) | 99,08                                       | Lövstahagen                                           | Lövstahagen                                           |
| ehemaliger Haltepunkt / Haltestelle · Strecke (außer Betrieb) |                                             | Björktomta                                            | Björktomta                                            |
| Haltepunkt / Haltestelle · Strecke (außer Betrieb) | 97,34                                       | Selknä                                                | Selknä                                                |
| Haltepunkt / Haltestelle · Strecke (außer Betrieb) | 95,16                                       | Löt                                                   | Löt                                                   |
| Bahnhof · Strecke (außer Betrieb) | 94,008                                      | Lenna                                                 | Lenna                                                 |
| Bahnhof · Strecke (außer Betrieb) | 5                                           | Almunge                                               | Almunge                                               |
| Haltepunkt / Haltestelle · Strecke (außer Betrieb) | 8                                           | Moga                                                  | Moga                                                  |
| Abzweig geradeaus und ehemals von links · Strecke nach rechts (außer Betrieb) |                                             |                                                       |                                                       |
| Kopfbahnhof Strecke ab hier außer Betrieb | 12                                          | Faringe                                               | Faringe                                               |
| Haltepunkt / Haltestelle (Strecke außer Betrieb) | 17                                          | Kärven (bis 1896 Ekeby)                               | Kärven (bis 1896 Ekeby)                               |
| Bahnhof (Strecke außer Betrieb) | 20                                          | Knutby                                                | Knutby                                                |
| Bahnhof (Strecke außer Betrieb) | 25                                          | Råsten                                                | Råsten                                                |
| Bahnhof (Strecke außer Betrieb) | 31                                          | Rånäs                                                 | Rånäs                                                 |
| Bahnhof (Strecke außer Betrieb) | 36                                          | Ekebyholm                                             | Ekebyholm                                             |
| Strecke (außer Betrieb) · Strecke von links |                                             | Dannemora–Hargs Järnväg von Hargshamn (seit 1977)     | Dannemora–Hargs Järnväg von Hargshamn (seit 1977)     |
| Strecke (außer Betrieb) · Betriebs-/Güterbahnhof Strecke ab hier außer Betrieb | 96,8                                        | Hallstavik                                            | Hallstavik                                            |
| Strecke (außer Betrieb) · Bahnhof (Strecke außer Betrieb) | 94,1                                        | Häverödal                                             | Häverödal                                             |
| Strecke (außer Betrieb) · Bahnhof (Strecke außer Betrieb) | 92                                          | Edebo                                                 | Edebo                                                 |
| Strecke (außer Betrieb) · Bahnhof (Strecke außer Betrieb) | 86,7                                        | Skebobruk                                             | Skebobruk                                             |
| Strecke (außer Betrieb) · Bahnhof (Strecke außer Betrieb) | 82,4                                        | Ununge                                                | Ununge                                                |
| Strecke (außer Betrieb) · Bahnhof (Strecke außer Betrieb) | 75,6                                        | Edsbro                                                | Edsbro                                                |
| Strecke (außer Betrieb) · Abzweig geradeaus und von links (Strecke außer Betrieb) |                                             | Erken hamn                                            | Erken hamn                                            |
| Strecke (außer Betrieb) · Bahnhof (Strecke außer Betrieb) | 72                                          | Erken                                                 | Erken                                                 |
| Strecke (außer Betrieb) · Bahnhof (Strecke außer Betrieb) | 66,9                                        | Sättraby                                              | Sättraby                                              |
| Strecke (außer Betrieb) · Abzweig geradeaus und nach rechts (Strecke außer Betrieb) | 65,68                                       | Sättraby grusgrop                                     | Sättraby grusgrop                                     |
| Strecke (außer Betrieb) · Haltepunkt / Haltestelle (Strecke außer Betrieb) |                                             | Nydal                                                 | Nydal                                                 |
| Abzweig geradeaus und von links (Strecke außer Betrieb) · Strecke nach rechts (außer Betrieb) |                                             |                                                       |                                                       |
| Bahnhof (Strecke außer Betrieb) | 55,1                                        | Rimbo                                                 | Rimbo                                                 |
| Abzweig geradeaus und nach links (Strecke außer Betrieb) · Strecke von rechts (außer Betrieb) |                                             |                                                       |                                                       |
| Strecke (außer Betrieb) · Bahnhof (Strecke außer Betrieb) | 42                                          | Kundby                                                | Kundby                                                |
| Strecke (außer Betrieb) · Blockstelle (Strecke außer Betrieb) |                                             | Finsta grusgrop                                       | Finsta grusgrop                                       |
| Strecke (außer Betrieb) · Bahnhof (Strecke außer Betrieb) | 46                                          | Finsta                                                | Finsta                                                |
| Strecke (außer Betrieb) · Bahnhof (Strecke außer Betrieb) | 49                                          | Syninge                                               | Syninge                                               |
| Strecke (außer Betrieb) · Bahnhof (Strecke außer Betrieb) | 55                                          | Malsta                                                | Malsta                                                |
| Strecke (außer Betrieb) · Bahnhof (Strecke außer Betrieb) | 60                                          | Norrtälje                                             | Norrtälje                                             |
| Strecke (außer Betrieb) · Kopfbahnhof Streckenende (Strecke außer Betrieb) | 61                                          | Norrtälje hamn                                        | Norrtälje hamn                                        |
| Bahnhof (Strecke außer Betrieb) | 49,515                                      | Rö                                                    | Rö                                                    |
| Haltepunkt / Haltestelle (Strecke außer Betrieb) | 48                                          | Sparren                                               | Sparren                                               |
| Kopfbahnhof Strecke bis hier außer Betrieb | 41,709                                      | Kårsta                                                | Kårsta                                                |
| ehemalige Blockstelle | 39,713                                      | Roslagsbroby                                          | Roslagsbroby                                          |
| Haltepunkt / Haltestelle | 38,514                                      | Ekskogen                                              | Ekskogen                                              |
| Haltepunkt / Haltestelle | 34,571                                      | Frösunda                                              | Frösunda                                              |
| ehemaliger Haltepunkt / Haltestelle | 33,340                                      | Frösunda Södra (inoffizielle Haltestelle              | Frösunda Södra (inoffizielle Haltestelle              |
| Strecke |                                             | am Bahnwärterhaus Vredalund)                          | am Bahnwärterhaus Vredalund)                          |
| Bahnhof | 28,765                                      | Lindholmen                                            | Lindholmen                                            |
| Haltepunkt / Haltestelle | 25,449                                      | Molnby (ehem. Bhf.)                                   | Molnby (ehem. Bhf.)                                   |
| Bahnhof | 24,094                                      | Ormsta                                                | Ormsta                                                |
| Bahnhof | 22,674                                      | Vallentuna                                            | Vallentuna                                            |
| Haltepunkt / Haltestelle | 21,355                                      | Bällsta                                               | Bällsta                                               |
| Haltepunkt / Haltestelle | 19,91                                       | Kragstalund                                           | Kragstalund                                           |
| ehemaliger Haltepunkt / Haltestelle | 19,56                                       | Byle                                                  | Byle                                                  |
| Bahnhof |                                             | Täby kyrkby                                           | Täby kyrkby                                           |
| Haltepunkt / Haltestelle |                                             | Visinge                                               | Visinge                                               |
| Haltepunkt / Haltestelle |                                             | Ensta                                                 | Ensta                                                 |
| Haltepunkt / Haltestelle |                                             | Tibble                                                | Tibble                                                |
| ehemaliger Haltepunkt / Haltestelle |                                             | Roslagsnäsby                                          | Roslagsnäsby                                          |
| Strecke · Kopfbahnhof Streckenanfang | 29,4                                        | Österskär                                             | Österskär                                             |
| Strecke · Haltepunkt / Haltestelle |                                             | Tuna Gård                                             | Tuna Gård                                             |
| Strecke · Bahnhof | 27,1                                        | Åkersberga                                            | Åkersberga                                            |
| Strecke · Haltepunkt / Haltestelle | 25,4                                        | Åkers Runö (ehem. Bhf. Runö)                          | Åkers Runö (ehem. Bhf. Runö)                          |
| Strecke · Haltepunkt / Haltestelle |                                             | Täljö                                                 | Täljö                                                 |
| Strecke · Bahnhof | 19,9                                        | Rydbo                                                 | Rydbo                                                 |
| Strecke · Haltepunkt / Haltestelle |                                             | Arninge (seit Dez. 2021)                              | Arninge (seit Dez. 2021)                              |
| Strecke · Bahnhof |                                             | Hägernäs                                              | Hägernäs                                              |
| Strecke · Bahnhof | 14,2                                        | Viggbyholm                                            | Viggbyholm                                            |
| Strecke · Haltepunkt / Haltestelle |                                             | Galoppfältet (Åkerby) (ehem. Hst. Åkerby)             | Galoppfältet (Åkerby) (ehem. Hst. Åkerby)             |
| Strecke · Bahnhof |                                             | Täby Centrum (Grindtorp)                              | Täby Centrum (Grindtorp)                              |
| Abzweig geradeaus und von links · Strecke nach rechts |                                             |                                                       |                                                       |
| Bahnhof | 11,0                                        | Roslags Näsby                                         | Roslags Näsby                                         |
| Haltepunkt / Haltestelle |                                             | Enebyberg                                             | Enebyberg                                             |
| Haltepunkt / Haltestelle | 8,3                                         | Djursholms Ekeby (früher Ekeby, Danderyd)             | Djursholms Ekeby (früher Ekeby, Danderyd)             |
| Haltepunkt / Haltestelle |                                             | Bråvallavägen                                         | Bråvallavägen                                         |
| Strecke · Kopfbahnhof Streckenanfang |                                             | Näsbypark                                             | Näsbypark                                             |
| Strecke · Haltepunkt / Haltestelle |                                             | Näsby Allé                                            | Näsby Allé                                            |
| Strecke · Haltepunkt / Haltestelle |                                             | Lahäll                                                | Lahäll                                                |
| Strecke · Bahnhof |                                             | Altorp                                                | Altorp                                                |
| Strecke · Haltepunkt / Haltestelle |                                             | Östberga                                              | Östberga                                              |
| Strecke · Haltepunkt / Haltestelle |                                             | Vendevägen                                            | Vendevägen                                            |
| Strecke · Strecke · Kopfbahnhof Streckenanfang (Strecke außer Betrieb) | 12,9                                        | Djursholms Svalnäs                                    | Djursholms Svalnäs                                    |
| Strecke · Strecke · Bahnhof (Strecke außer Betrieb) | 12,1                                        | Eddavägen (früher Djurholms Eddavägen)                | Eddavägen (früher Djurholms Eddavägen)                |
| Strecke · Strecke · Haltepunkt / Haltestelle (Strecke außer Betrieb) | 10,635                                      | Vikingavägen                                          | Vikingavägen                                          |
| Strecke · Strecke · Haltepunkt / Haltestelle (Strecke außer Betrieb) |                                             | Vägporten                                             | Vägporten                                             |
| Strecke · Strecke · Bahnhof (Strecke außer Betrieb) | 10,9                                        | Djursholms Framnäsviken                               | Djursholms Framnäsviken                               |
| Strecke · Strecke · Haltepunkt / Haltestelle (Strecke außer Betrieb) | 9,49                                        | Germania (in den 1930er-Jahren Germaniavägen)         | Germania (in den 1930er-Jahren Germaniavägen)         |
| Strecke · Strecke · Haltepunkt / Haltestelle (Strecke außer Betrieb) |                                             | Slottsvägen                                           | Slottsvägen                                           |
| Strecke · Strecke · Haltepunkt / Haltestelle (Strecke außer Betrieb) | 8,7                                         | Djursholms torg (bis 1968: Restauranten)              | Djursholms torg (bis 1968: Restauranten)              |
| Strecke · Strecke · Haltepunkt / Haltestelle (Strecke außer Betrieb) | 8,5                                         | Auravägen                                             | Auravägen                                             |
| Strecke · Strecke · Bahnhof (Strecke außer Betrieb) | 8,14                                        | Djursholms Sveavägen (1890–1976 Sveavägen)            | Djursholms Sveavägen (1890–1976 Sveavägen)            |
| Strecke · Strecke · Bahnhof (Strecke außer Betrieb) | 7.48                                        | Bragevägen                                            | Bragevägen                                            |
| Abzweig geradeaus und von links · Abzweig ehemals quer und nach rechts · Strecke nach rechts (außer Betrieb) |                                             |                                                       |                                                       |
| Bahnhof | 6,693                                       | Djursholms Ösby                                       | Djursholms Ösby                                       |
| Bahnhof |                                             | Mörby                                                 | Mörby                                                 |
| Strecke · U-Bahn-Kopfbahnhof Streckenanfang (Strecke außer Betrieb) |                                             | Långängstorp (1915–1966)                              | Långängstorp (1915–1966)                              |
| Abzweig geradeaus und ehemals nach links · Strecke von rechts (außer Betrieb) · U-Bahn-Haltepunkt / Haltestelle (Strecke außer Betrieb) |                                             | Stockby Norevägen (1915–1966)                         | Stockby Norevägen (1915–1966)                         |
| Haltepunkt / Haltestelle · Strecke (außer Betrieb) · U-Bahn-Strecke (außer Betrieb) | 4,6                                         | Stocksund (ab 1996)                                   | Stocksund (ab 1996)                                   |
| Strecke · Bahnhof (Strecke außer Betrieb) · U-Bahn-Kopfbahnhof Streckenende (Strecke außer Betrieb) | 4,5                                         | Stocksund (1885–1996)                                 | Stocksund (1885–1996)                                 |
| Tunnel · Strecke (außer Betrieb) |                                             | Sikrenotunnel (ab 1996)                               | Sikrenotunnel (ab 1996)                               |
| Brücke über Wasserlauf |                                             | Stocksundsbron                                        | Stocksundsbron                                        |
| Abzweig geradeaus und ehemals von links · Strecke nach rechts (außer Betrieb) |                                             |                                                       |                                                       |
| ehemaliger Bahnhof |                                             | Frescati (bis 14. Juni 2009)                          | Frescati (bis 14. Juni 2009)                          |
| Haltepunkt / Haltestelle |                                             | Universitetet (ab 7. Januar 2010)                     | Universitetet (ab 7. Januar 2010)                     |
| ehemaliger Haltepunkt / Haltestelle |                                             | Universitetet (Experimentalfältet, bis 14. Juni 2009) | Universitetet (Experimentalfältet, bis 14. Juni 2009) |
| Abzweig quer und ehemals von rechts · Kreuzung geradeaus oben |                                             | Bahnstrecke Karlberg/Tomteboda–Värtan                 | Bahnstrecke Karlberg/Tomteboda–Värtan                 |
| Strecke nach links (außer Betrieb) · Abzweig geradeaus und ehemals von rechts |                                             | für Überführung (Normalspur) bis 1996                 | für Überführung (Normalspur) bis 1996                 |
| Kopfbahnhof Strecke ab hier außer Betrieb | 0                                           | Stockholms östra                                      | Stockholms östra                                      |
| Kopfbahnhof Streckenende (Strecke außer Betrieb) | -1                                          | Engelbrektsplan                                       | Engelbrektsplan                                       |
| |                                             |                                                       |                                                       |
| Quellen: |                                             |                                                       |                                                       |

Stockholm–Roslagens Järnvägar (SRJ), umgangssprachlich als Roslagsbanan bezeichnet, war ein umfangreiches Netz von schmalspurigen Eisenbahnstrecken in der schwedischen Region Roslagen nördlich von Stockholm. Die Spurweite betrug drei schwedische Fuß (891 mm). Der Betrieb wurde bis zur Verstaatlichung 1951 von der Gesellschaft Stockholm–Rimbo Järnvägsaktiebolag, später umbenannt auf Stockholm–Roslagen Järnvägsaktiebolag, geführt. Seit dem 1. Mai 1972 wird unter dem Namen Roslagsbanan auf einigen Restabschnitten ab Stockholms östra Regionalverkehr durchgeführt. Andere Restabschnitte werden nur noch im Güter- oder Museumsverkehr befahren.

## Geschichte

### Die Stammstrecke Stockholm–Rimbo
Am 1. August 1883 wurde mit dem Bau begonnen. Die Spurweite von drei schwedischen Fuß wurde gewählt, um die Strecke in Rimbo mit der bereits im Bau befindlichen und im Oktober 1884 eröffneten Bahnstrecke Länna–Norrtälje verbinden zu können, die ebenfalls eine Spurweite von drei Fuß aufwies. Die Strecke Stockholm–Rimbo wurde am 17. Dezember 1885 in Anwesenheit von König Oscar II. feierlich in Betrieb genommen. Sie wurde zunächst Stockholm-Rimbo Järnväg (SRJ) genannt.

### Wachstum durch Zukäufe

#### Djursholmsbanan
Im Dezember 1890 wurde eine Stichbahn ab Ösby (heute Djursholms Ösby) nach Framnäsviken eröffnet. Diese war von der Firma Djursholms AB gebaut worden, um die im Aufbau befindliche Gartenstadt Djursholm an Stockholm anzubinden. Der Zugverkehr auf der Djursholmsbahn wurde von SRJ betrieben, die die Fahrzeuge stellte. Im August 1892 kaufte SRJ die Strecke und verpflichtete sich dabei dazu, sie zu elektrifizieren und anschließend über den bisherigen Endbahnhof Stockholms Östra hinaus zum Engelbrektsplan zu verlängern. Die Djursholmsbahn wurde somit 1895 die erste elektrifizierte Bahnstrecke Schwedens. 1901 wurde die Djursholmsbahn bis Eddavägen verlängert und 1912 bis Svalnäs.

#### Rimbo–Sunds Järnväg
Im Januar 1897 wurde mit dem Bau einer Schmalspurstrecke von Rimbo nach Häverösund unter dem Namen Rimbo–Sunds Järnväg (RSJ) begonnen. Die feierliche Einweihung erfolgte am 17. Dezember 1897. Auf dieser Strecke führte die SRJ den Fahrbetrieb durch und erwarb überdies Aktien der Betreibergesellschaft. 1915 wurde die Strecke bis Hallstavik verlängert. Zu diesem Zeitpunkt hatte die SRJ bereits nahezu alle Aktien der RSJ erworben. Die formelle Übernahme erfolgte am 1. Januar 1935.

#### Södra Roslags Kustbana (SRK)
Ab 1898 wurde ab dem SRJ-Bahnhof Roslags Näsby von der Gesellschaft Södra Roslags Kustbana eine 16 Kilometer lange Zweigstrecke nach Åkersberga gebaut. Aufgrund morastigen Geländes verzögerte sich die für Dezember 1899 geplante Inbetriebnahme dieser Strecke bis zum September 1901 und die Baukosten verdreifachten sich. Wie schon bei der Djursholmsbahn wurde der Zugverkehr auf dieser Strecke von SRJ betrieben. 1906 wurde die Strecke um 2 Kilometer bis Österskär verlängert. Die SRJ hatte im Laufe der Zeit die Aktienmehrheit bei SRK erworben und übernahm im Juli 1909 die Gesellschaft vollständig.

#### Uppsala–Länna Järnväg (ULJ) und Länna–Norrtälje Järnväg (LNJ)
Bis 1905 hatte die SRJ die Aktienmehrheit an der Uppsala–Länna Järnvägsaktiebolag erworben und übernahm am 8. Juli 1905 den Betrieb auf dieser seit 1877 bestehenden Schmalspurstrecke.
Die Fortsetzung der ULJ, die ab Länna über Rimbo nach Norrtälje führende Länna–Norrtälje Järnväg, befand sich bereits seit 1901 in wirtschaftlichen Schwierigkeiten und stand zum Verkauf. Am 5. Juni 1905 kaufte die SRJ die LNJ und übernahm ebenfalls am 8. Juli 1905 den Betrieb.

### Umbenennung in Stockholm–Roslagens Järnvägar
1908 wurde die ULJ vollständig übernommen, womit der Bahnhof Rimbo zu einem Knotenpunkt im wachsenden Netz der SRJ geworden war. Da damit das ursprüngliche Streckennetz zwischen Stockholm und Rimbo nur noch etwa ein Viertel des Gesamtnetzes darstellte, wurde beschlossen, den Namen der Firma entsprechend anzupassen: Zum 1. Januar 1909 wurde sie – unter Beibehaltung der Initialen SRJ – in Stockholm–Roslagens Järnvägar umbenannt.

### Strecke Djursholms Ösby– Näsbypark
Die Strecke von Djursholms Ösby nach Näsbypark wurde von der SRJ wieder in eigener Regie erbaut. Sie war von Anfang an elektrifiziert. Am 31. Dezember 1901 wurde der erste Abschnitt Djursholms Ösby – Altorp eröffnet. Dann ruhten die Arbeiten vorerst, bis am 18. Oktober 1928 der Abschnitt Altorp–Lahäll folgte. Am 25. Mai 1937 erreichte die Strecke ihren Endpunkt Näsbypark.

### Tochtergesellschaften

#### Faringe–Gimo Järnväg
Im Gegensatz zu den übernommenen Gesellschaften war Faringe–Gimo järnvägsaktiebolag (FGJ) von Anfang an eine Tochtergesellschaft der SRJ. SRJ hatte 1915 zusammen mit einigen Kommunen und anderen Interessenten eine Konzession beantragt, um eine Bahnstrecke zwischen dem an der ULJ gelegenen Bahnhof Faringe und Gimo zu bauen. In Gimo gab es ein großes Eisenwerk (Gimo bruk) sowie einen Anschluss an die Schmalspurstrecke Dannemora–Hargshamn mit mehreren Zweigstrecken. Die Konzession wurde am 3. Dezember 1915 erteilt. Baubeginn war im September 1917. Unter anderem aufgrund von Streiks verzögerten sich jedoch die Bauarbeiten, so dass der südliche Abschnitt von Faringe bis Tuna erst im Januar 1919 zunächst ausschließlich für Güterverkehr in Betrieb gehen konnte. Am 2. November 1920 folgte der Abschnitt Tuna–Alunda, gleichzeitig erfolgte die Freigabe für den Personenverkehr. Am 1. Oktober 1921 konnte schließlich die Gesamtstrecke in Betrieb gehen.

#### Dannemora–Hargs Järnväg
Die SRJ wandelte am 1. Januar 1926 die Dannemora–Hargs Järnvägsaktiebolag (DHJ), Betreibergesellschaft der Strecke Dannemora–Hargshamn, in eine Tochtergesellschaft um, nachdem sie vorher die Aktienmehrheit erworben hatte. Damit hatte das Streckennetz der SRJ seine maximale Ausdehnung erreicht.

### Erste Stilllegung eines Teilabschnitts
Bereits am 1. Januar 1934 wurde der Abschnitt Eddavägen–Svalnäs der Djursholmsbahn mit einer Länge von einem Kilometer stillgelegt.

### Weitere Elektrifizierungen
Neben der bereits 1885 elektrifizierten Djursholmsbahn wurden im Laufe der Zeit weitere Streckenabschnitte elektrifiziert:
| Jahr | Streckenabschnitt                   |
| ---- | ----------------------------------- |
| 1906 | Ösby − Djursholms Danderyd          |
| 1932 | Djursholms Danderyd – Roslags Näsby |
| 1939 | Roslags Näsby – Vallentuna          |
| 1939 | Roslags Näsby – Österskär           |
| 1944 | Vallentuna – Lindholmen             |
| 1945 | Lindholmen – Frösunda               |
| 1946 | Frösunda – Rimbo                    |
| 1949 | Rimbo – Norrtälje                   |

### Verstaatlichung
Im Jahr 1939 hatte der Schwedische Reichstag beschlossen, das gesamte schwedische Eisenbahnsystem zu verstaatlichen. Im Zuge der allgemeinen Eisenbahnverstaatlichung wurde Stockholm–Roslagen Järnvägsaktiebolag am 1. Juli 1951 verstaatlicht und am 1. Juli 1959 mit allen ihren ehemaligen Tochtergesellschaften als Betriebseinheit 39 in die staatliche Eisenbahngesellschaft Statens Järnvägar eingegliedert.

### Umbau DHJ auf Normalspur und Verlängerung bis Hallstavik
Seit 1874 bestand bereits eine normalspurige Strecke vom Bahnhof Örbyhus an der Bahnstrecke Stockholm–Sundsvall nach Dannemora, auf der Eisenerz aus dem dortigen Bergwerk abtransportiert wurde. Am 28. Mai 1961 wurde diese Strecke mit der DHJ-Strecke verbunden. Zuvor war bereits die Strecke von Dannemora bis Gimo mit Dreischienengleis ausgestattet worden, so dass hier sowohl Normal- als auch Schmalspurwagen verkehren konnten. Im Juli 1970 wurde die weiterführende Strecke nach Hargshamn auf Normalspur umgebaut.
Um die Papierfabrik in Hallstavik nach der geplanten Stilllegung der Schmalspurstrecke Rimbo–Hallstavik auf der Schiene erreichen zu können, wurde anschließend eine 15 Kilometer lange normalspurige Neubaustrecke von Hargshamn bis Hallstavik gebaut und am 26. Mai 1977 in Betrieb genommen.
Das 1992 stillgelegte Bergwerk Dannemora wurde am 13. Juni 2012 wieder in Betrieb genommen. Um das damit verbundene erhöhte Verkehrsaufkommen sowohl Richtung Örbyhus als auch zum Ostseehafen Hargshamn bewältigen zu können, wurde die Strecke aufgerüstet und die Höchstgeschwindigkeit auf 70 km/h erhöht.

### Übergabe an Storstockholms Lokaltrafik

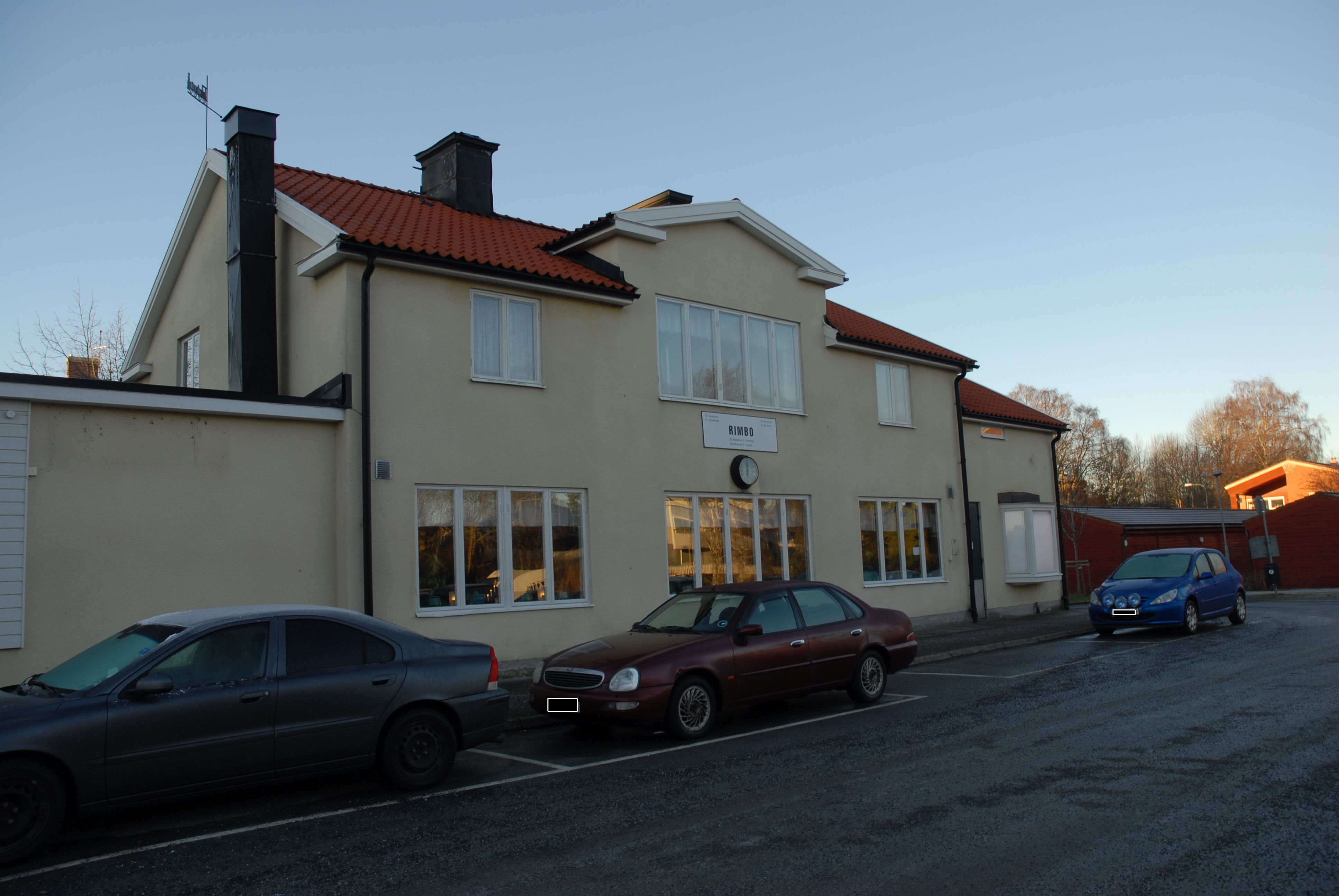
Ehem. Bf Rimbo 2013

Am 1. Mai 1972 übergaben die SJ die verbliebenen elektrifizierten Strecken südlich von Rimbo mitsamt den Fahrzeugen an Storstockholms Lokaltrafik (SL). SL betreibt auf diesen Strecken Regionalverkehr unter dem Namen Roslagsbanan, der umgangssprachlichen Bezeichnung für das ehemalige Gesamtnetz. Der nördlichste Abschnitt zwischen Kårsta und Rimbo wurde von SL im Januar 1981 vollständig stillgelegt und anschließend abgebaut. Seitdem ist der ehemalige Eisenbahnknoten Rimbo ohne jeglichen Gleisanschluss.

### Geschichte ab 1972
Die Geschichte ab 1972 wird im Artikel Roslagsbanan behandelt.

## Stilllegungen
Statens Järnvägar sah keine Zukunft im Betrieb der Schmalspurstrecken und plante die Stilllegung sämtlicher nicht normalspuriger Strecken. Ein Jahr nach der Übernahme begannen die Stilllegungen einzelner Streckenabschnitte. In der folgenden Tabelle sind sämtliche Stilllegungen, auch die vor der Verstaatlichung und nach der Abgabe an andere Gesellschaften, erfasst:
| Datum      | Streckenabschnitt              | Länge  | Verkehrsart     | Anmerkungen                                                    |
| ---------- | ------------------------------ | ------ | --------------- | -------------------------------------------------------------- |
| 01.01.1934 | Eddavägen − Svalnäs            | 1 km   | Gesamtverkehr   |                                                                |
| 15.10.1953 | Dannemora − Österbybruk        | 3 km   | Personenverkehr | Güterverkehr bis heute in Betrieb                              |
| 29.05.1958 | Österbybruk − Hargshamn        | 36 km  | Personenverkehr | Güterverkehr bis heute in Betrieb                              |
| 01.02.1960 | Faringe − Alunda               | 18 km  | Gesamtverkehr   |                                                                |
| 01.02.1960 | Alunda − Gimo                  | 14 km  | Personenverkehr |                                                                |
| 01.10.1960 | Stockholm Ö − Engelbrektsplan  | 1 km   | Gesamtverkehr   | Innerstädtische Strecke                                        |
| 25.09.1966 | Stocksund − Långängstorp       | 1 km   | Gesamtverkehr   |                                                                |
| 25.09.1966 | Rimbo − Hallstavik             | 46 km  | Personenverkehr |                                                                |
| 01.01.1967 | Uppsala Ö − Rimbo              | 60 km  | Personenverkehr | Seit 1979 Museumsbahnverkehr auf Abschnitt Uppsala Ö − Faringe |
| 01.07.1969 | Stockholm Ö − Rimbo            | 56 km  | Güterverkehr    |                                                                |
| 01.07.1969 | Djursholms Ösby − Näsby Park   | 5 km   | Güterverkehr    |                                                                |
| 01.07.1969 | Djursholms Ösby − Eddavägen    | 5 km   | Güterverkehr    |                                                                |
| 01.07.1969 | Roslags Näsby − Österskär      | 18 km  | Güterverkehr    |                                                                |
| 28.09.1969 | Rimbo − Norrtälje              | 21 km  | Gesamtverkehr   |                                                                |
| 01.07.1970 | Alunda − Gimo                  | 14 km  | Gesamtverkehr   |                                                                |
| 01.01.1976 | Djursholms Ösby − Eddavägen    | 5 km   | Personenverkehr | Bereits seit 1973 nur noch ein „Alibi-Zugpaar“                 |
| 01.07.1977 | Uppsala Ö – Rimbo – Hallstavik | 102 km | Gesamtverkehr   | Ersetzt durch Neubaustrecke Hargshamn–Hallstavik               |
| 12.01.1981 | Rimbo − Kårsta                 | 14 km  | Gesamtverkehr   | Ehemaliger Bahnknotenpunkt Rimbo damit ohne Zugverkehr         |

## Heutiger Betrieb
Auf der in den 1970er Jahren auf Normalspur umgebauten Strecke Örbyhus–Hallstavik über Dannemora, Österbybruk, Gimo und Hargshamn wird nur Güterverkehr durchgeführt. Die Zukunft der Strecke ist aufgrund des Erzverkehrs von der Mine Dannemora gesichert. Eine Wiederaufnahme des Personenverkehrs ist nicht geplant.
Die Zukunft des Personenverkehrs auf dem elektrifizierten Netz zwischen Kårsta und Stockholm Östra ist gesichert. Einzelne Streckenabschnitte werden zweigleisig ausgebaut. Es gibt Überlegungen, vom Bahnhof Molnby aus eine Zweigstrecke zum Stockholmer Flughafen Arlanda zu bauen. Der Wiederaufbau der Strecke Kårsta-Rimbo wird ebenfalls diskutiert.
Auf dem Abschnitt Uppsala Östra – Faringe der ehemaligen ULJ wird seit 1979 in den Sommermonaten Museumsbetrieb mit Dampflokomotiven und historischen Dieseltriebwagen unter dem Namen Lennakatten durchgeführt. Im Zusammenhang mit der Ausweisung neuer Wohnbaugebiete in Bärby, Gunsta und Funbo im Osten Uppsalas wurde die Möglichkeit untersucht, zumindest auf Teilabschnitten einen regulären Personenverkehr mit Light-Rail-Triebwagen durchzuführen. Diese Überlegungen werden jedoch nicht fortgeführt, die neuen Wohngebiete sollen nach aktueller Planung per Bus an die Stadt Uppsala angeschlossen werden.
Alle übrigen Strecken der ehemaligen Stockholm-Roslagens Järnvägar und ihrer Tochtergesellschaften sind abgebaut.

## Långängsbanan

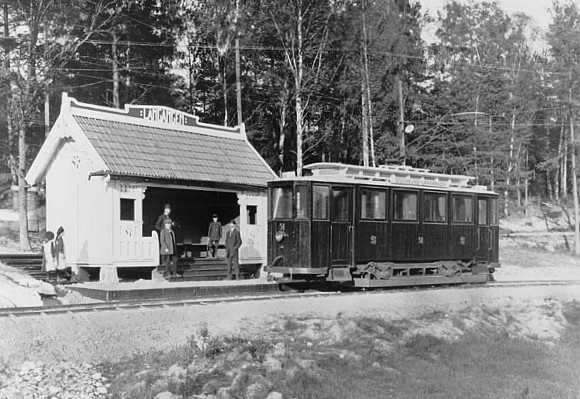
Långängsbanan: Endhaltestelle Långängstorp

Von 1915 bis 1966 verkehrte ab Stocksund eine Långängsbanan genannte Lokalbahn nach Långängstorp. Diese nur rund 1,2 Kilometer lange Strecke mit einer Zwischenstation in Stockby Norevägen war ursprünglich als normalspurige Straßenbahnlinie gebaut worden. SRJ führte den Betrieb auf dieser Strecke. Sie sollte einmal bis zum Bahnhof Restauranten der Djursholmslinie verlängert werden. Die Normalspur war gewählt worden, um sie in Zukunft mit dem ebenfalls normalspurigen Stockholmer Straßenbahnnetz verbinden zu können. Beides wurde niemals verwirklicht. Auf Wunsch der SRJ wurde die Långängsbanan 1934 auf 891-mm-Schmalspur umgebaut und beim Bahnhof Stocksund mit dem bestehenden Netz verbunden.